# Франк заморских департаментов Франции
Франк заморских департаментов Франции — денежные знаки во франках, выпускавшиеся с 1944 года Центральной кассой заморской Франции, а затем Эмиссионным институтом заморских департаментов для Гваделупы, Французской Гвианы, Мартиники. Банкноты находились в обращении параллельно с денежными знаками Франции, а с 1975 года постепенно заменялись ими в обращении.
Первоначально банкноты выпускались с тремя видами надпечаток («Гваделупа», «Гвиана», «Мартиника»). С 1961 года вместо трёх видов надписей на банкнотах помещалась одна, первоначально — «Гваделупа — Гвиана — Мартиника», затем — «Департамент Гваделупа — Департамент Гвиана — Департамент Мартиника».
В Общесоюзном классификаторе валют были установлены коды валют отдельно от кода французского франка — FRF (009):
- Гваделупские франки — FRF (428);
- Мартиниканские франки — FRF (432);
- Французской Гвианы франки — FDF (439).